# Metopius gressitti
Metopius gressitti är en stekelart som beskrevs av Michener 1941. Metopius gressitti ingår i släktet Metopius och familjen brokparasitsteklar. Inga underarter finns listade i Catalogue of Life.